# San Luigi Gonzaga
San Luigi Gonzaga är en kyrkobyggnad i Rom, helgad åt den helige Aloysius Gonzaga. Kyrkan är belägen vid Via di Villa Emiliani i quartiere Parioli och tillhör församlingen San Luigi Gonzaga.
I kyrkan vördas den helige Aloysius hjärta.

## Historia
Kyrkan uppfördes år 1929 efter ritningar av arkitekten Enrico Castelli.
Kyrkans fasad har en enkel portal samt lodräta fönster.
Interiörens färgtema går i vitt och grått med en golvbeläggning i röd marmor. Ovanför högaltaret finns en relief föreställande Vår Fru av Berget Karmel.

## Kommunikationer
- Busshållplats – Roms bussnät, linje 52
- Busshållplats – Roms bussnät, linje 360